# Liga dos Campeões da CAF de 1980
Foi a 16ª edição da competição de clubes internacionais mais importante da (África). Canon Yaoundé dos Camarões venceu a final e tornou-se pela terceira vez campeã da África.

## Equipes classificadas
| Pais                      | Equipe                    |
| ------------------------- | ------------------------- |
| Argélia                   | MC Alger                  |
| Angola                    | 1° de Agosto              |
| Benim                     | Dragons de l'Ouémé        |
| Burquina Fasso            | Silures                   |
| Camarões                  | - Canon SY - Union Douala |
| Costa do Marfim           | Stella                    |
| Congo                     | Étoile du Congo           |
| Gana                      | Hearts of Oak             |
| Gabão                     | Anges ABC                 |
| Gâmbia                    | Wallidan                  |
| Guiné                     | Hafia                     |
| Guiné-Bissau              | Benfica                   |
| Guiné Equatorial          | Ela Nguema                |
| Lesoto                    | Linare                    |
| Madagáscar                | Fortior Mahajanga         |
| Mauritânia                | Garde Nationale           |
| Mali                      | Djoliba                   |
| Malawi                    | Mighty Wanderers FC       |
| Moçambique                | Costa do Sol              |
| Níger                     | AS Niamey                 |
| Nigéria                   | Bendel Insurance          |
| Quênia                    | Gor Mahia                 |
| RD Congo                  | Dragons                   |
| República Centro-Africana | Olympic Real              |
| Serra Leoa                | Mighty Blackpool          |
| Senegal                   | ASF Police                |
| Somália                   | Horseed                   |
| Tanzânia                  | Simba                     |
| Togo                      | Semassi                   |
| Uganda                    | Uganda Commercial Bank    |

## Primeira Rodada
| Equipe 1          | Total | Equipe 2               | 1.º jogo | 2.º jogo |
| ----------------- | ----- | ---------------------- | -------- | -------- |
| Canon             | 7-3   | 1° de Agosto           | 3-0      | 4-3      |
| AS Niamey         | 0-3   | Djoliba                | 0-1      | 0-2      |
| Anges ABC         | 4-5   | Hearts of Oak          | 2-3      | 2-2      |
| Benfica           | 2-7   | Stella Club            | 0-4      | 2-3      |
| Costa do Sol      | 1-3   | Dragons                | 0-0      | 1-3      |
| Elá Nguema        | 1-4   | Semassi                | 1-0      | 0-4      |
| Garde Nationale   | 1-3   | Hafia                  | 1-1      | 0-2      |
| Horseed           | 0-2   | Gor Mahia              | 0-0      | 0-2      |
| Linare            | 2-4   | Simba                  | 2-1      | 0-3      |
| Wallidan          | 1-2   | Silures                | 1-1      | 0-1      |
| Mighty Blackpool  | 1-4   | ASF Police             | 1-2      | 0-2      |
| Olympic Real      | 1-4   | Étoile du Congo        | 0-1      | 1-3      |
| Dragons           | 0-3   | MC Alger               | 0-0      | 0-3      |
| Bendel Insurance  | w/o   | Uganda Commercial Bank | 1        |          |
| Fortior Mahajanga | w/o   | Mighty Wanderers       | 1        |          |

1 Uganda Commercial Bank e Mighty Wanderers retiraram se.

## Oitavas de Final
| Equipe 1         | Total       | Equipe 2          | 1.º jogo | 2.º jogo |
| ---------------- | ----------- | ----------------- | -------- | -------- |
| Djoliba          | 1-2         | Hearts of Oak     | 1-1      | 0-1      |
| Étoile du Congo  | 1-1 (3-1 p) | Hafia             | 0-1      | 1-0      |
| Simba            | 2-5         | Union Douala      | 2-4      | 0-1      |
| Silures          | 0-4         | Canon             | 0-1      | 0-3      |
| Semassi          | 1-2         | ASF Police        | 1-1      | 0-1      |
| Stella Club      | 5-5         | MC Alger          | 4-2      | 1-3      |
| Bendel Insurance | 4-4         | Gor Mahia         | 1-2      | 3-2      |
| Dragons          | 4-1         | Fortior Mahajanga | 3-0      | 1-1      |

## Quartas de Finais
| Equipe 1        | Total | Equipe 2         | 1.º jogo | 2.º jogo |
| --------------- | ----- | ---------------- | -------- | -------- |
| Hearts of Oak   | 1-4   | Dragons          | 1-3      | 0-1      |
| Étoile du Congo | 3-3   | Bendel Insurance | 3-2      | 0-1      |
| ASF Police      | 3-5   | Union Douala     | 0-3      | 3-2      |
| Canon           | 3-3   | MC Alger         | 2-0      | 1-3      |

## Semi-Finais
| Equipe 1     | Total | Equipe 2         | 1.º jogo | 2.º jogo |
| ------------ | ----- | ---------------- | -------- | -------- |
| Union Douala | 2-5   | Dragons          | 1-0      | 1-5      |
| Canon        | 4-2   | Bendel Insurance | 0-0      | 4-2      |

## Final
| Equipe 1 | Total | Equipe 2 | 1.º jogo | 2.º jogo |
| -------- | ----- | -------- | -------- | -------- |
| Canon    | 5-2   | Dragons  | 2-2      | 3-0      |

## Campeão
| Campeão Liga dos Campeões da CAF 1980 |
| ------------------------------------- |
| Camarões                              |
| Canon Terceiro Titúlo                 |